# Coenagrion hastulatum
Coenagrion hastulatum (Charpentier, 1825)  je vrsta iz familije Coenagrionidae. Srpski naziv ove vrste je Gorska plava devica.

## Opis vrste
Trbuh mužjaka je plave boje. Šesti i sedmi segment trbuha su skoro potpuno crni, a ostali imaju klinaste šare. Na drugom segmentu trbuha mužjaka je karakteristična šara u obliku strelice. Na telu ženki preovladava svetlozelena boja iako na leđnoj strani može biti dosta tamna. Krila su providna sa malom i tamnom pterostigmom. Česta je vrsta na severu Evrope, ali se u centralnoj i južnoj javljaju retke, reliktne populacije .

## Stanište
Razni tipovi jezera i bara, ali ograničeno na blago kisela i oligotrofna ili mezotrofna staništa u većini svog areala. Takođe staništa sa obalama obraslim kopnenom vegetacijom.    

## Životni ciklus
Posle parenja mužjak i ženka u tandemu polažu jaja, često se mogu videti grupe sa više parova dok polažu jaja. Ženke ih polažu ubušivanjem u potopljenu ili plivajuću vegetaciju blizu obale. Kada se završi larveno razviće, izležu se odrasle jedinke i ostavljaju egzuviju na zeljastoj obalnoj vegetaciji.

## Sezona letenja
Sezona letenja traje od aprila do jula.